# Тополёвая улица (Новосибирск)
Тополёвая улица — улица в Октябрьском районе Новосибирска. Начинается от Военной улицы, затем образует перекрёсток с Ядринцевским подъёмом и улицей Василия Старощука; заканчивается, переходя в улицу 1-ю Кирпичную Горку. К Тополёвой улице с левой нечётной стороны примыкает Военная Горка, 4-я линия.

## История улицы
В 1909—1913 годы на месте между улицами Тополёвой, Военной, Воинской и Бориса Богаткова был сооружён военный городок, большинство зданий которого сохранились и являются памятниками истории регионального значения. Многие исторические здания военного городка расположены на улице Тополёвой.

## Организация
- Бюро исследований дорожно-транспортных происшествий
- Средняя общеобразовательная школа «Перспектива»
- Вот такие пироги!, служба доставки
- Тополек, продуктовый магазин

## Транспорт
На углу Тополёвой и Военной улиц находится остановка «Тополёвая», обслуживаемая маршрутным такси № 51 (1251) и автобусом № 31 (1131). Непосредственно по самой улице проходит автобус № 38.

## Галерея

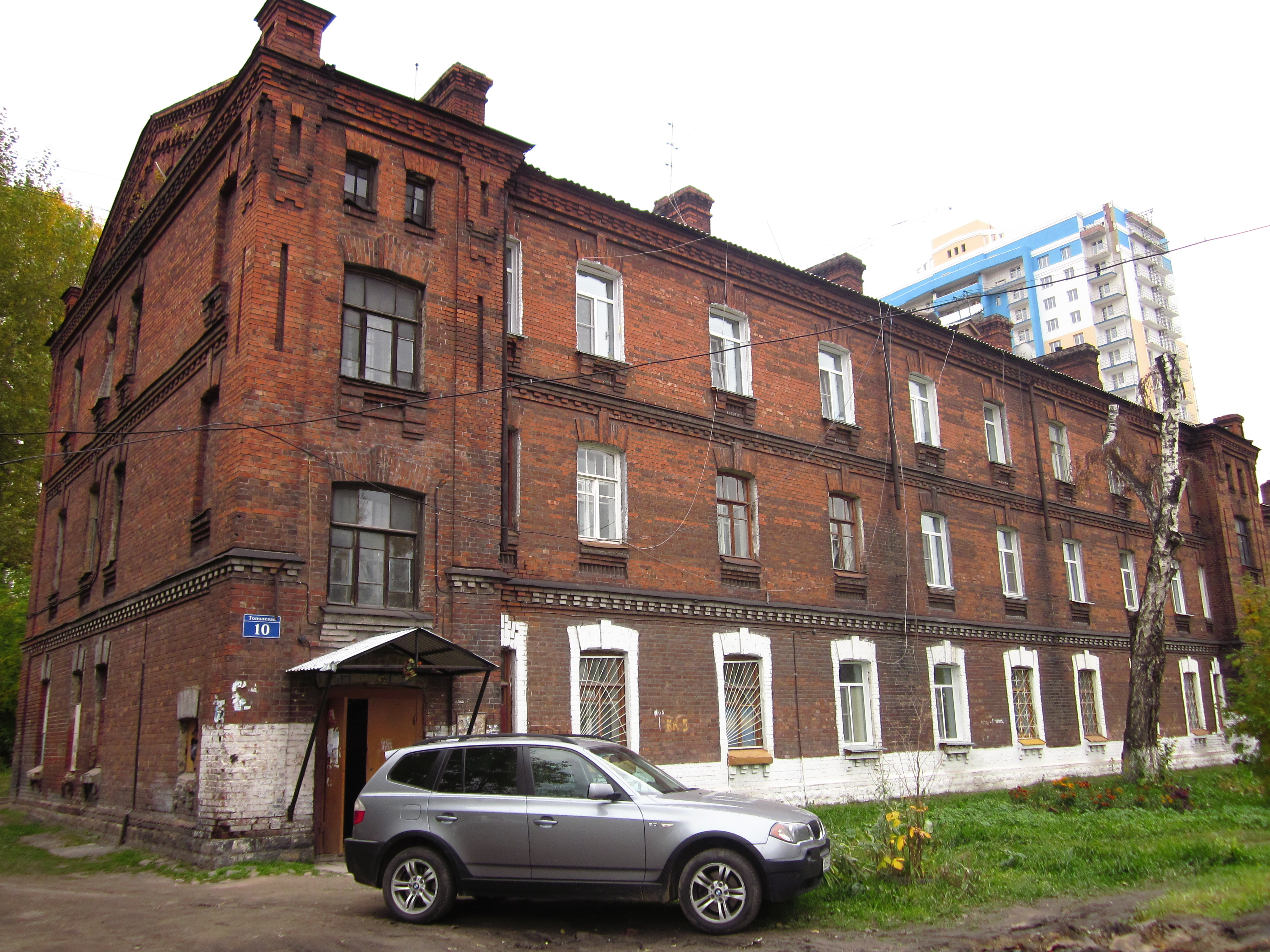
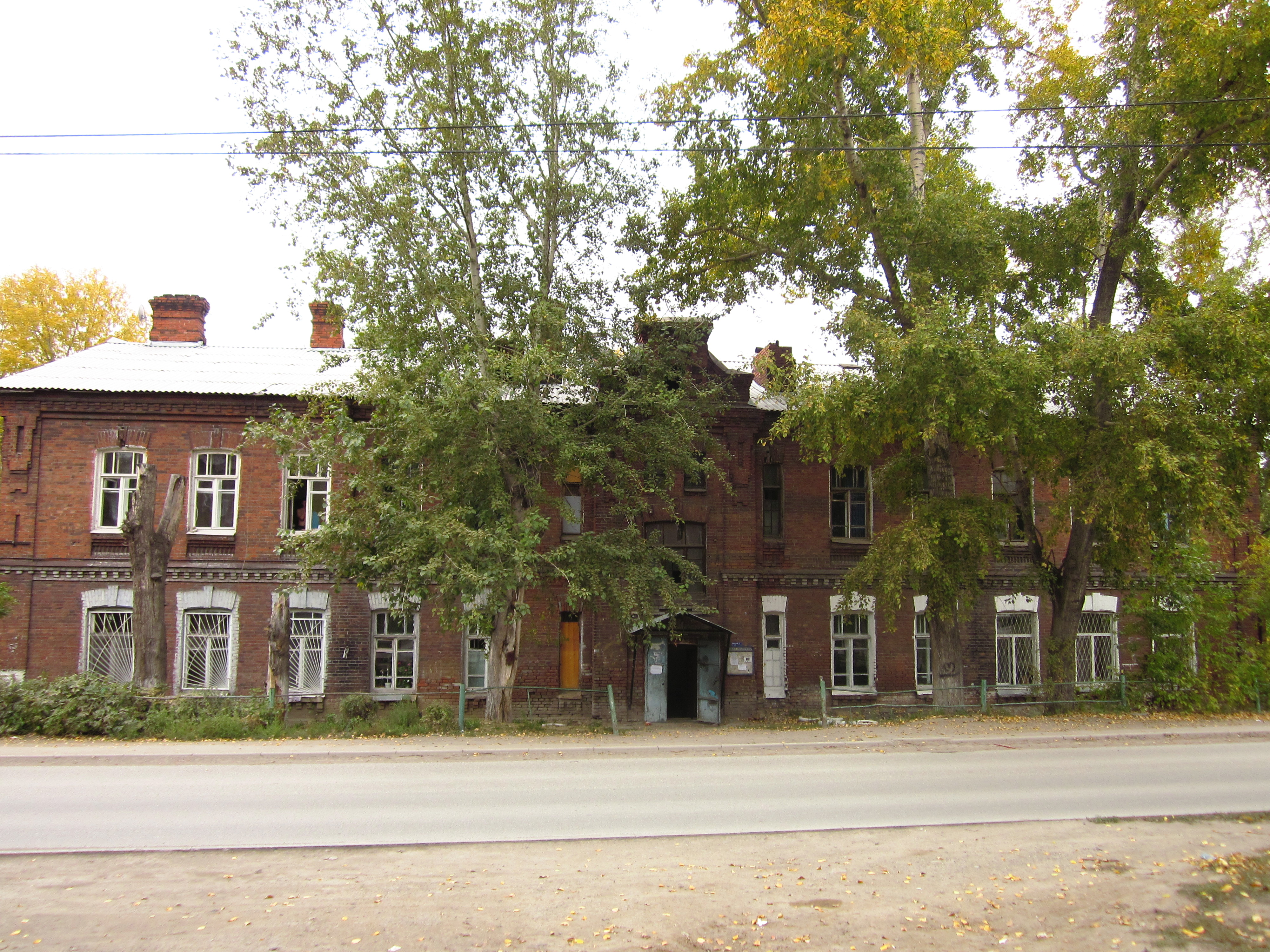
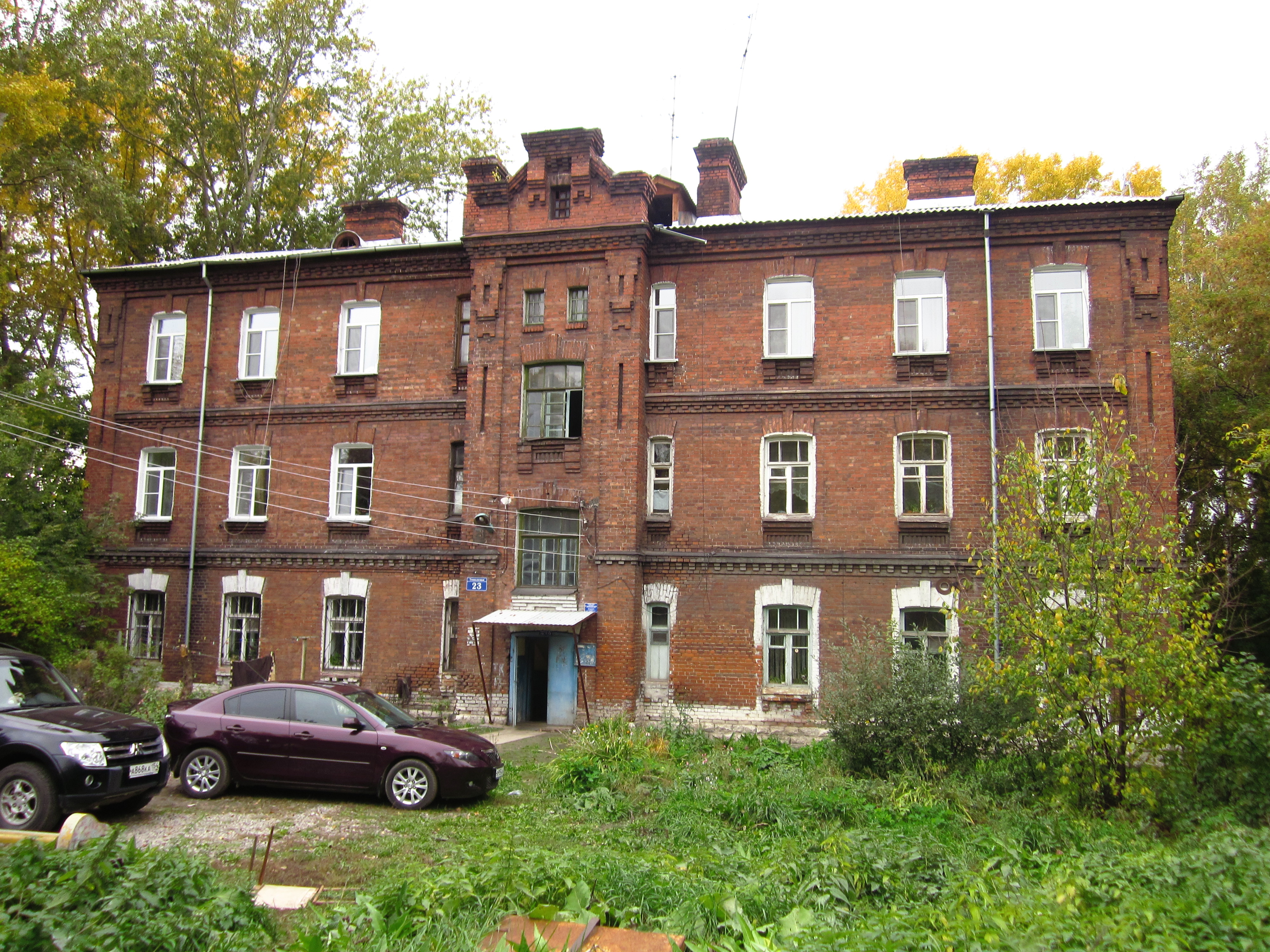
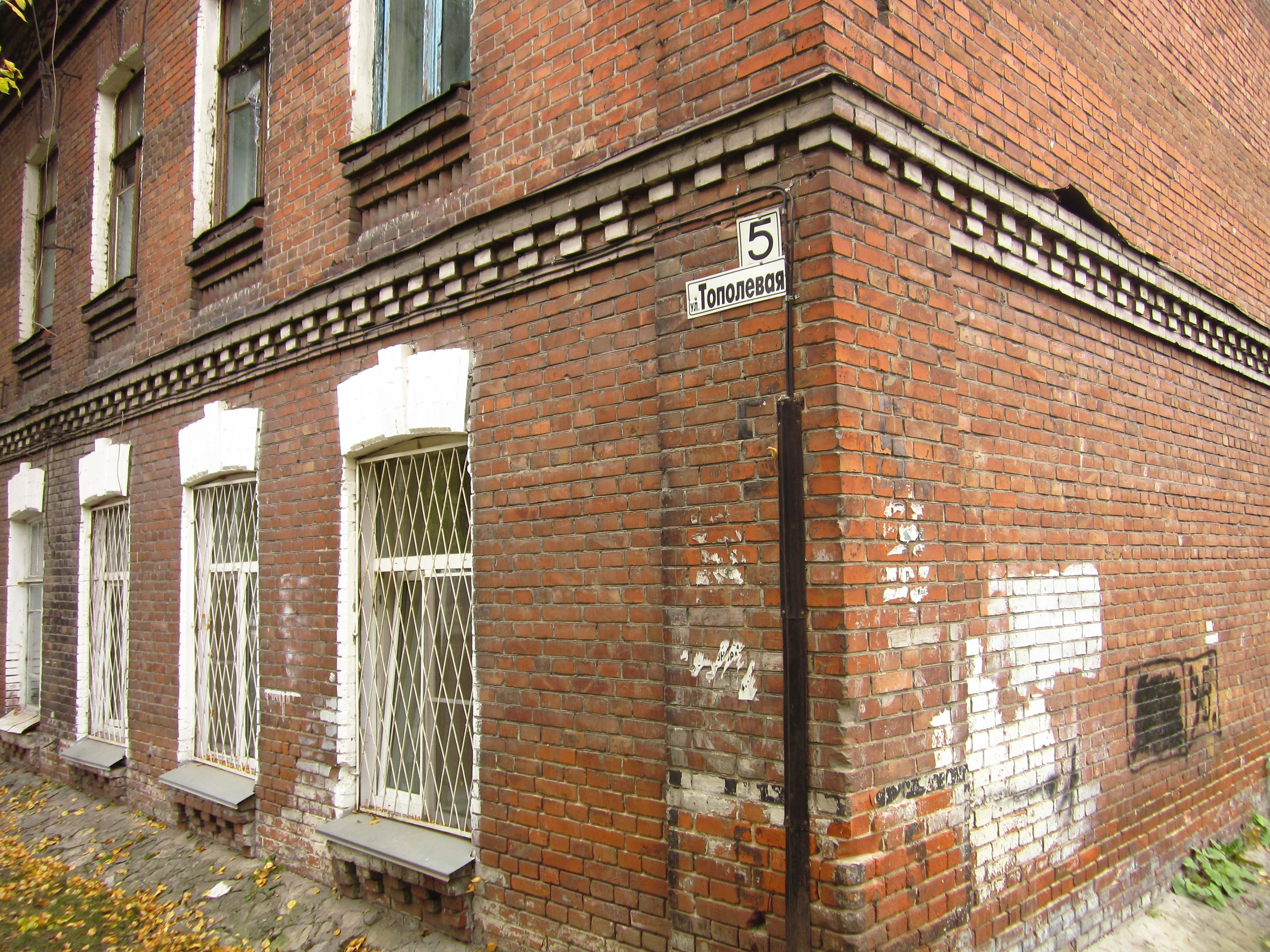
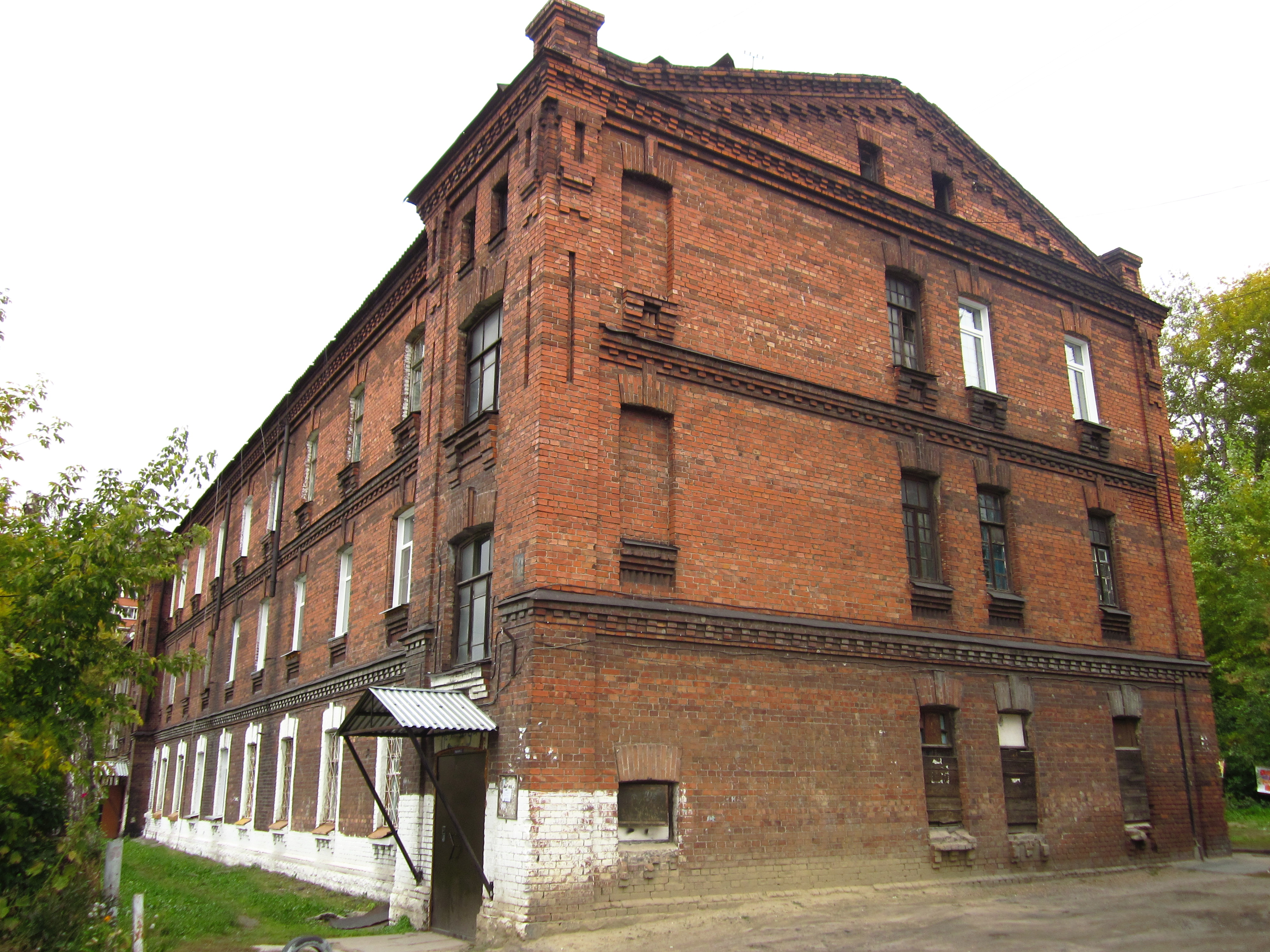